# Kevin Muscat
Kevin Muscat (Crawley, Engeland; 7 augustus 1973) is een Australisch voetbaltrainer en voormalig voetballer.

## Clubcarrière
Muscat begon als voetballer bij Sunshine George Cross in 1989. Vervolgens speelde hij in Australië voor Heidelberg United (1991–1992) en South Melbourne FC (1992–1996). In 1996 vertrok Muscat naar Engeland, waar hij een contract tekende bij Crystal Palace FC (1996–1998). Zijn tweede Engelse club was Wolverhampton Wanderers, waar Muscat van 1998 tot 2002 speelde. In de zomer van 2002 was hij samen met de Spanjaard Mikel Arteta de topaankopen van Glasgow Rangers. Zijn periode in Schotland bleef beperkt tot één seizoen en in 2003 vertrok Muscat naar Millwall FC. In het seizoen 2003/2004 was hij een van de dragende spelers in de uitstekende reeks van Millwall FC in de FA Cup. Uiteindelijk werd zelfs de finale gehaald, waarin Manchester United echter met 3-0 te sterk was. Aangezien Manchester United zich al via de competitie van Europees voetbal had verzekerd, plaatste Millwall FC zich desondanks voor de UEFA Cup. In 2005 keerde Muscat terug naar Australië om met Perth Glory in de A-League te spelen.
Zijn trainerscarrière begon Muscat bij Melbourne Victory, aanvankelijk als assistent-trainer. In oktober 2013 werd hij benoemd tot hoofdtrainer. Hij werd één keer kampioen en won één beker. Muscat verliet de club in 2019. Vervolgens werd hij technisch directeur bij STVV. Op 5 juni 2020 volgde hij Miloš Kostić op als hoofdtrainer van de Belgische club waar hij begin december de club alweer moet verlaten na teleurstellende resultaten.

## Interlandcarrière
Muscat speelde met de Olyroos, het Australisch Olympisch elftal, op de Olympische Spelen van 1996 in Atlanta. Hij speelde in 1994 zijn eerste interland voor het  Australisch nationaal elftal. Muscat speelde met de Socceroos op de FIFA Confederations Cups van 1997, 2001 en 2005, maar hij werd niet geselecteerd voor het WK 2006. De verdediger maakte zijn rentree in de nationale ploeg voorafgaand aan de Asian Cup 2007.